# Діахронічне мовознавство
Діахроні́чна лінгві́стика (діахронічне мовознавство, порівняльно-історичне мовознавство) — розділ лінгвістики, що розглядає мову, зміни в ній та її явища в історичному розвитку.
Діахронічне та історичне мовознавство було головною течією мовознавства до початку XX сторіччя, коли Фердинанд де Соссюр довів, що синхронічна (описова) лінгвістика, яка вивчає мову у статичній позиції та в певний окремий період часу, є рівноправна з діахронічною.